# And a Little Child Shall Lead Them
And a Little Child Shall Lead Them (deutsch: Und ein kleines Kind wird sie führen) ist ein US-amerikanisches Filmmelodram des Regisseurs David Wark Griffith aus dem Jahr 1909. Das Drehbuch schrieb ebenfalls David Wark Griffith, der Titel ist ein Zitat aus dem Buch Jesaja aus der King-James-Bibel. Der Stummfilm ist eine Produktion der American Mutoscope and Biograph Company.

## Handlung
Ein junges Paar ist nach dem Tod des zweijährigen erstgeborenen Kindes fast untröstlich. Der kleine Spielzeughund, den der verstorbene Säugling bei seinem Tod im Arm gehalten hat, ist eine liebgewordene Erinnerung.
Sieben Jahre später hat der Vater, ein vielbeschäftigter Geschäftsmann, begonnen, seine Familie zu vernachlässigen. Darunter leidet besonders das zweite Kind, die nun sechsjährige Tochter. Die Ehefrau beklagt sich bei ihrem Mann über dessen Gleichgültigkeit, und das Paar gerät dermaßen in Streit, dass die Trennung bevorsteht. Beim Aufteilen des gemeinsamen Haushalts findet die Tochter den Spielzeughund des verstorbenen Bruders und fragt, wer ihn bekomme. Beide Eltern strecken die Hand aus und liegen einander Sekunden später in den Armen. Die Trennung findet nicht statt.

## Produktionsnotizen
And a Little Child Shall Lead Them ist der Schluss des Bibelverses Jesaia 11,6 der King-James-Bibel. Der vollständige Vers lautet: The wolf also shall dwell with the lamb, and the leopard shall lie down with the kid; and the calf and the young lion and the fatling together; and a little child shall lead them (Jes 11,6 ). In der Einheitsübersetzung 2016 lautet der Vers Der Wolf findet Schutz beim Lamm, der Panther liegt beim Böcklein. Kalb und Löwe weiden zusammen, ein kleiner Junge leitet sie (Jes 11,6 ). Das Zitat wurde in der jungen Filmindustrie wiederholt, auch in leicht abgewandelter Form, als Titel von Kurzfilmen verwendet. All diesen Produktionen ist gemein, dass in ihnen ein Kind Erwachsene auf den rechten Weg führt, eine religiöse Thematik behandeln sie nicht.
And a Little Child Shall Lead Them wurde am 22. und 24. Februar 1909 gedreht. Der Film hat eine Länge von 340 Fuß und wurde zusammen mit dem Kurzfilm The Deception auf einer Rolle 35-mm-Film veröffentlicht. Er wurde am 13. März 1909 beim United States Copyright Office registriert und kam am 22. März 1909 in die Kinos. Eine Kopie ist in der Paper Print Collection der Library of Congress erhalten.

## Kritik
One of the prettiest and most touching film stories ever made. It shows
how a little child brings together a couple who through a trivial quarrel are about
to separate. The work of the child is equally clever.
The Moving Picture World veröffentlichte in ihren Ausgabe vom 20. März 1909 eine knappe Inhaltsangabe. Der Rezensent nennt die Szene, in der die Tochter fragt wer den Spielzeughund bekommen wird, als die anrührendste je gedrehte Szene. In der folgenden Ausgabe kommt ein Zuschauer aus dem Theatergeschäft zu Wort, der die Filme der Biograph Company, zum Beispiel The Deception und And a Little Child Shall Lead Them, für ihren dramaturgischen Aufbau, die Leistung der Schauspieler und die suggestive Kraft der Bilder lobt. Diese Qualität würde man an den großen Theatern des Broadway erwarten. Aus einer kleinen Geschichte sei ein starker Film gemacht worden, der in fast jeder Vorführung die Zuschauer zu Tränen rühre. Dabei wird die darstellerische Leistung von Marion Leonard, als überdurchschnittlich hervorgehoben, was besonders für die Schlüsselszenen des Todes ihres ersten Kindes und der Versöhnung des Paares gelte. Auch die Aufnahme sei insgesamt gut, aber in einigen Szenen lasse die Beleuchtung zu wünschen übrig.
Sharon R. Ullman führt And a Little Child Shall Lead Them mit A Child’s Stratagem von 1910 als Beispiele für die wenigen Filme des frühen 20. Jahrhunderts an, die das Thema der Ehescheidung aus der Perspektive des Kindes darstellten. Beide Filme seien von derselben Sentimentalität Griffith’ gefärbt, die auch einige seiner großen Epen auszeichne.